# Wolongia wangi
Wolongia wangi är en spindelart som beskrevs av Zhu, Kim och Song 1997. Wolongia wangi ingår i släktet Wolongia och familjen käkspindlar. Inga underarter finns listade i Catalogue of Life.